# Lyman A. Mills

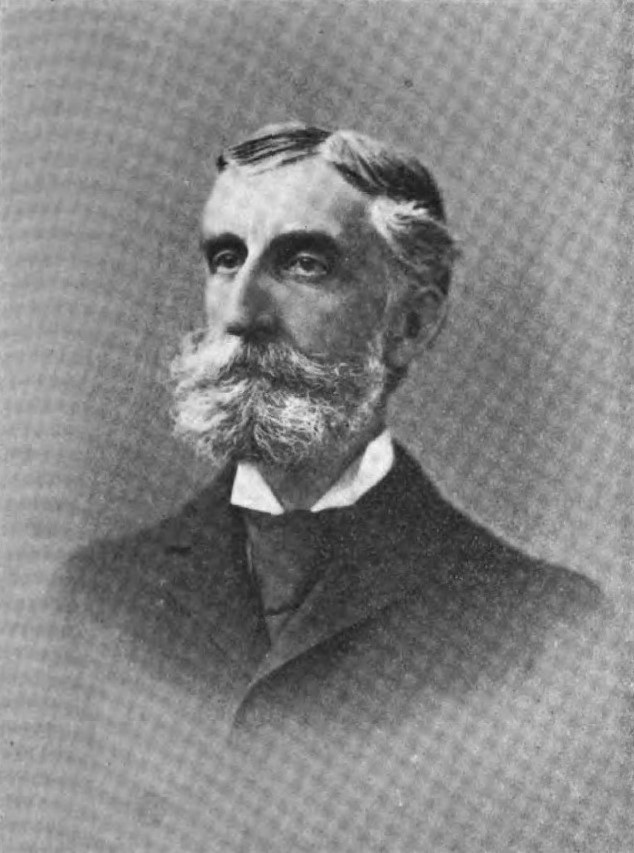
Lyman A. Mills (1899)

Lyman Allen Mills (* 25. Februar 1841 im Middletown, Connecticut; † 21. Februar 1929 in Dunedin, Florida) war ein US-amerikanischer Politiker. Zwischen 1899 und 1901 war er Vizegouverneur des Bundesstaates Connecticut.

## Werdegang
Über die Jugend und Schulausbildung von Lyman Mills ist nichts überliefert. Er lebte im heutigen Middlefield im Middlesex County, wo er im Handwerk und in der Viehzucht tätig war. Politisch schloss er sich der Republikanischen Partei an. Im Jahr 1895 saß er als Abgeordneter im Repräsentantenhaus von Connecticut. Er war auch Mitglied der Vereinigung Sons of the American Revolution.
Im Jahr 1898 wurde Mills an der Seite von George E. Lounsbury zum Vizegouverneur von Connecticut gewählt. Dieses Amt bekleidete er zwischen 1899 und 1901. Dabei war er Stellvertreter des Gouverneurs und Vorsitzender des Staatssenats. Er starb am 21. Februar 1929 in Dunedin und wurde in seiner Heimatstadt Middlefield beigesetzt.